# Campionati del mondo di atletica leggera indoor 2022 - 800 metri piani maschili
La gara degli 800 metri piani maschili dei campionati del mondo di atletica leggera indoor 2022 si è svolta il 18 e il 19 marzo.

## Podio
| Pos.    | Atleta         | Nazionalità | Tempo   |
| ------- | -------------- | ----------- | ------- |
| Oro     | Mariano García | Spagna      | 1'46"20 |
| Argento | Noah Kibet     | Kenya       | 1'46"35 |
| Bronzo  | Bryce Hoppel   | Stati Uniti | 1'46"51 |

## Situazione pre-gara

### Record
Prima di questa competizione, il record del mondo indoor e il record dei campionati erano i seguenti.
| Record                | Prestazione | Atleta                    | Data e luogo                 | Competizione                     |
| --------------------- | ----------- | ------------------------- | ---------------------------- | -------------------------------- |
| Record mondiale       | 1'42"67     | Wilson Kipketer Danimarca | 9 marzo 1997 Parigi, Francia | Campionati del mondo indoor 1997 |
| Record dei campionati | 1'42"67     | Wilson Kipketer Danimarca | 9 marzo 1997 Parigi, Francia | Campionati del mondo indoor 1997 |

### Campioni in carica
I campioni in carica a livello mondiale erano:
| Campione        | Atleta               | Prestazione | Data e luogo                         | Competizione                     |
| --------------- | -------------------- | ----------- | ------------------------------------ | -------------------------------- |
| Olimpico        | Emmanuel Korir Kenya | 1'45"06     | 4 agosto 2021 Tokyo, Giappone        | Giochi della XXXII Olimpiade     |
| Mondiale indoor | Adam Kszczot Polonia | 1'47"47     | 3 marzo 2018 Birmingham, Regno Unito | Campionati del mondo indoor 2018 |

### La stagione
Prima di questa gara, gli atleti con le migliori tre prestazioni dell'anno erano:
| Pos. | Atleta                     | Prestazione | Data e luogo                                  |
| ---- | -------------------------- | ----------- | --------------------------------------------- |
| 1    | Mariano García Spagna      | 1'45"12     | 6 febbraio 2022 New York, Stati Uniti         |
| 2    | Brandon Miller Stati Uniti | 1'45"24     | 26 febbraio 2022 College Station, Stati Uniti |
| 3    | Bryce Hoppel Stati Uniti   | 1'45"30     | 27 febbraio 2022 Spokane, Stati Uniti         |

## Risultati

### Batterie di qualificazione
Le batterie di qualificazione si sono tenute il 18 marzo a partire dalle ore 12:50.
Passano alla finale i primi due atleti di ogni batteria (Q).

#### Batteria 1
| Pos | Atleta            | Nazionalità   | Tempo   | Note |
| --- | ----------------- | ------------- | ------- | ---- |
| 1   | Noah Kibet        | Kenya         | 1'48"31 | Q    |
| 2   | Bryce Hoppel      | Stati Uniti   | 1'48"77 | Q    |
| 3   | Guy Learmonth     | Gran Bretagna | 1'49"13 |      |
| 4   | Filip Šnejdr      | Rep. Ceca     | 1'49"29 |      |
| 5   | Aurele Vandeputte | Belgio        | 1'49"59 |      |
| 6   | Quamel Prince     | Guyana        | 1'55"85 |      |

#### Batteria 2
| Pos | Atleta         | Nazionalità   | Tempo   | Note |
| --- | -------------- | ------------- | ------- | ---- |
| 1   | Marco Arop     | Canada        | 1'48"13 | Q    |
| 2   | Andreas Kramer | Svezia        | 1'48"25 | Q    |
| 3   | Mostafa Smaili | Marocco       | 1'48"57 |      |
| 4   | Balázs Vindics | Ungheria      | 1'49"52 |      |
| 5   | Mark English   | Irlanda       | 1'51"35 |      |
| -   | Elliot Giles   | Gran Bretagna | dns     |      |

#### Batteria 3
| Pos | Atleta                | Nazionalità   | Tempo   | Note                                     |
| --- | --------------------- | ------------- | ------- | ---------------------------------------- |
| 1   | Mariano García        | Spagna        | 1'48"32 | Q                                        |
| 2   | Eliott Crestan        | Belgio        | 1'48"53 | Q                                        |
| 3   | Djamel Sedjati        | Algeria       | 1'49"22 |                                          |
| 4   | Tony van Diepen       | Paesi Bassi   | 1'49"80 |                                          |
| 5   | Alex Amankwa          | Ghana         | 1'49"96 |                                          |
| 6   | Charlie Da'Vall Grice | Gran Bretagna | 1'50"17 | Miglior prestazione personale stagionale |

#### Batteria 4
| Pos | Atleta           | Nazionalità | Tempo   | Note |
| --- | ---------------- | ----------- | ------- | ---- |
| 1   | Isaiah Harris    | Stati Uniti | 1'47"00 | Q    |
| 2   | Álvaro De Arriba | Spagna      | 1'47"97 | Q    |
| 3   | Samuel Chapple   | Paesi Bassi | 1'48"09 |      |
| 4   | Collins Kipruto  | Kenya       | 1'48"18 |      |
| 5   | Marc Reuther     | Germania    | 1'48"63 |      |
| 6   | Charlie Hunter   | Australia   | 1'49"07 |      |

### Finale
La finale si è tenuta il 19 marzo alle ore 19:12.
| Pos | Atleta           | Nazionalità | Tempo   | Note |
| --- | ---------------- | ----------- | ------- | ---- |
|     | Mariano García   | Spagna      | 1'46"20 |      |
|     | Noah Kibet       | Kenya       | 1'46"35 |      |
|     | Bryce Hoppel     | Stati Uniti | 1'46"51 |      |
| 4   | Álvaro De Arriba | Spagna      | 1'46"58 |      |
| 5   | Andreas Kramer   | Svezia      | 1'46"76 |      |
| 6   | Eliott Crestan   | Belgio      | 1'46"78 |      |
| 7   | Isaiah Harris    | Stati Uniti | 1'47"00 |      |
| 8   | Marco Arop       | Canada      | 1'47"58 |      |